# 坦克騎兵

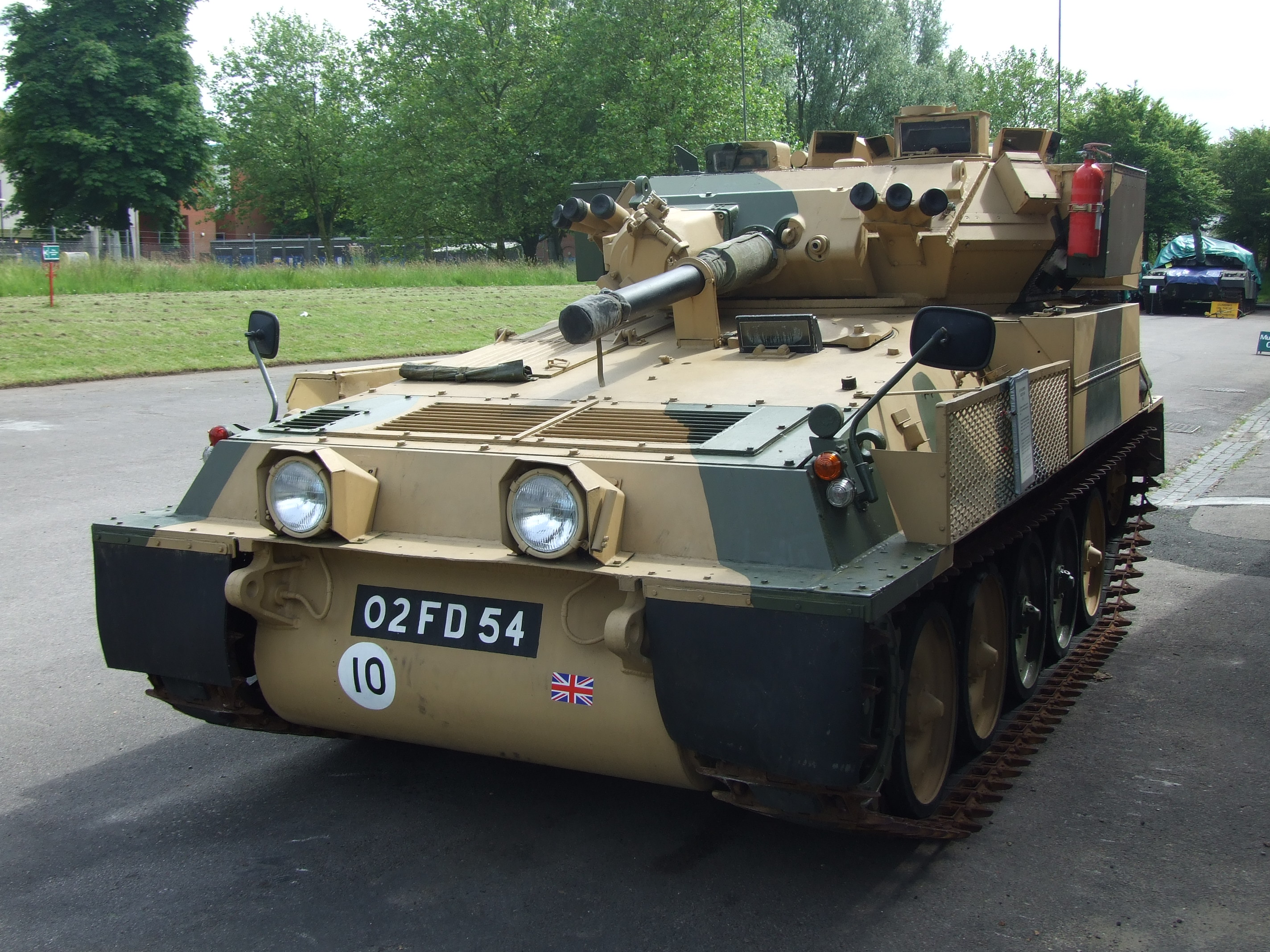
配備泰國步兵的蠍式輕戰車

裝甲騎兵，是產生自第二次世界大戰德國發動閃電戰侵略法國，支援步兵作戰的戰術建制坦克部隊，通常建制是步兵師直屬師部的坦克騎兵連及營。

## 功能
擔任輔助步兵單位前鋒掃蕩、警戒斥候、支援作戰任務，與德式坦克集中作戰觀念不同，屬於將坦克分散置建於步兵單位。

## 演變

### 中东战争
1960年代起的中东战争確立坦克騎兵戰術，並且發揮淋漓盡致；以色列步兵佔領區常見少數坦克駐守為代表。